# Ашот-Саргіс Арцруні
Ашот-Саргіс Арцруні (*Աշոտ-Սարգիս Արծրունի, між 874 та 878 роками — 13 листопада 903) — 3-й ішхан Васпуракана від 887 до 903 року.

## Життєпис
Походив з династії Арцрунідів. Старший син ішхана Григора-Дереніката Софії Багратуні. Народився між 874 та 878 роками. Наприкінці 886 року або на початку 887 року загинув його батько. Регентом малолітнього ішхана Ашота-Саргіса стає його родич Гагік Абу-Мірван Арцруні. Останній намагався усунути Ашота-Саргіса та інших його братів від влади. Водночас посилити вплив у Васпуракані. Для цього оженив Ашота на своїй доньці.
Лише у 896 році Ашот-Саргіс за допомогою Мухаммада Афшин, еміра Азербайджану, зміг позбутися регентства. Водночас він вимушений був визнати зверхність Афшина. Натомість вступив у конфлікт з вірменським царем Смбатом I, з яким встановлено мир у 898 році. За допомогою Афшина зумів відновити кордони Васпуракану, протистоячи іншим вірменським володарям.
У 901 році дипломатичними засобами домігся виходу аббасидських військ з Васпуракану. Того ж року підтримав царя Смбата I в поході проти Сюнікського князівства, отримавши на дяку Нахіджеван. Помер у 903 році. Його владу успадкували брати Гагік II та Гурген II.

## Родина
Дружина — Седа, донька Гагік Абу-Мірвана
дітей не було